# FC Hebros
FC Hebros is een Bulgaarse voetbalclub uit Charmanli.
De club werd in 1921 opgericht en speelt op het derde niveau in de V Grupa. De beste resultaten dateren uit de periode in de B Grupa en tweemaal het behalen van de laatste 16 in het toernooi om de Beker van Bulgarije in 1946 en 1985. Tussen 1982 en 1984 speelde Hristo Stoichkov zijn eerste wedstrijden als senior bij de club